# 百恵白書
『百恵白書』（ももえはくしょ）は、山口百恵の11枚目のスタジオ・アルバム。1977年5月21日にCBSソニーよりリリースされた。

## 概要
帯コピー：このアルバムは、私の分身、この中に18歳の、そう制服をぬいだわたしのすべてが入っています 山口百恵
全曲宇崎竜童・阿木燿子コンビによる作品が収録されたアルバムは本作が初であり、阿木が百恵の旅に同行し取材をした上で作られた初のコンセプトアルバムである。シングル曲が1曲も収録されていないオリジナルアルバムも百恵にとって本作が初めてで、これはディレクター川瀬泰雄の、百恵をシングルヒットだけの歌手に終わることなくアルバム・アーティストとしても認知させたいという意向によるもの。ビートルズの研究家でもあった川瀬は、同バンドがシングルとアルバムは別ものであるというスタイルのもとに作品を作っていたことを参考にし、予てからシングルを収録しないアルバムを考えていたという。シングル曲に力を入れる傾向の強いプロデューサーの酒井政利からもOKが出され、このアルバム以降、トータル・アルバム的要素の強い作品がリリースされて行く。
B-5「歌い継がれてゆく歌のように」はコンサートでも歌われ、引退記念のファイナルコンサートにおいてはクライマックスに向かうラストの「さよならの向う側」の前に歌われた。
2003年6月4日に発売された、全オリジナルアルバム22枚を復刻したCD-BOX『MOMOE PREMIUM』にはリマスタリング音源で収録されている（2007年9月30日には更なるマスターサウンド仕様が施された『Complete MOMOE PREMIUM』が発売された）。

## 収録曲
全作詞: 阿木燿子、全作曲: 宇崎竜童。
| #  | タイトル                                  | 作詞 | 作曲・編曲 | 編曲       |
| -- | ----------------------------------------- | ---- | ---------- | ---------- |
| 1. | 「I Came From 横須賀」                    |      |            | 萩田光雄   |
| 2. | 「鏡の中のある日」                        |      |            | 船山基紀   |
| 3. | 「いた・せくすありす」                    |      |            | 船山基紀   |
| 4. | 「赤のシリーズ・四人の少女に捧げる 約束」 |      |            | 馬飼野俊一 |
| 5. | 「間奏曲」                                |      |            | 馬飼野俊一 |

| #  | タイトル                       | 作詞 | 作曲・編曲 | 編曲       |
| -- | ------------------------------ | ---- | ---------- | ---------- |
| 1. | 「二十歳前夜」                 |      |            | 船山基紀   |
| 2. | 「お菓子職人」                 |      |            | 船山基紀   |
| 3. | 「ボーイッシュ・ベイビー」     |      |            | 船山基紀   |
| 4. | 「ミス・ディオール」           |      |            | 船山基紀   |
| 5. | 「歌い継がれてゆく歌のように」 |      |            | 萩田光雄   |
| 6. | 「「スター誕生」Again」        |      |            | 馬飼野俊一 |

## クレジット
ミュージシャン
| - キーボード: 羽田健太郎 - ベース: 武部秀明 - ドラム: 田中清司、森谷順 - エレクトリック・ギター: 水谷公生、直居隆雄 - フォーク・ギター: 吉川忠英、 芳野ふじ丸 - パーカッション: 斎藤伸雄、穴井忠臣 - バックヴォーカル: ピープル・ミンツ - ストリングス: 多グループ | - トランペット: 羽鳥幸次、数原晋 - トロンボーン: 新井英治、岡田澄雄 - テナーサックス: 村岡健 - ホルン: 山口弘治、笠松長久、下館広起 - ハープ: 山川恵子 - アコーディオン: 風間文彦 - スティール・ギター: 石田新太郎 |

スタッフ
| - プロデューサー: 酒井政利 - ディレクター: 川瀬泰雄 - 構成: 阿木燿子 - エンジニア: 田中三一 | - プロダクションコーディネーター: 金塚晴子 - ジャケットデザイン: 山田充 - フォトグラファー: 斎藤亢 |

## リリース履歴
| # | 発売日        | リリース                    | 規格      | 品番                                                         | 備考                                                                                                |
| - | ------------- | --------------------------- | --------- | ------------------------------------------------------------ | --------------------------------------------------------------------------------------------------- |
| 1 | 1977年5月21日 | CBS・ソニー                 | LP        | 25AH 199                                                     | |
| 2 | 1991年9月15日 | Sony Records                | CD        | SRCL 2078                                                    | 初CD化（CD選書シリーズでの発売）。                                                                  |
| 3 | 2003年6月4日  | GT Music / Sony Music House | CD        | MHCL 261                                                     | オリジナル・アルバム&ボーナス・ディスクの24枚組CD-BOX『MOMOE PREMIUM』（MHCL 251～274）の中の一枚。 |
| 4 | 2004年6月23日 | Sony Music Direct           | Hybrid CD | MHCL 10031（初回限定/紙ジャケット仕様） MHCL 10065（通常盤） | |
| 5 | 2007年9月30日 | Sony Music Direct           | CD        | DQCL 1371                                                    | Sony Music Shop独占販売の24枚組CD-BOX 『Complete MOMOE PREMIUM』（DQCL 1361～1384）の中の一枚。     |

## 関連作品
- MOMOE PREMIUM
- 山口百恵 22 Original Albums Collection
- Complete MOMOE PREMIUM

## 参考資料
- 川瀬泰雄『プレイバック 制作ディレクター回想記』学研マーケティング、2011年2月。ISBN 978-4054047259。